# Атанас Попиванов
Атанас Попиванов (на гръцки: Αθανάσης Παπαϊωάννου, по-късно Παπαθανάσης, Папатанасис) е македонски гъркоманин, гръцки духовник в Лерин, деец на Гръцката въоръжена пропаганда в Македония.

## Биография
Роден е в 1850 година. Ръкоположен е за гръцки свещеник в 1894 година и е сред водачите на гръцката партия в Лерин, тогава в Османската империя. Поп Атанас ръководи Комитета на леринските първенци, който има заслуга за влизането на гръцките войски в града в 1912 година и изпреварването на сръбските.
Умира в 1946 година в къщата си в Лерин.
Името му носи улица в Лерин. Негов син е политикът Панделис Папатанасиу (1885-1976).